# 白柯
白柯（学名：Lithocarpus dealbatus）为壳斗科柯属的植物。分布于老挝、缅甸、印度以及中国大陆的云南、贵州、四川等地，生长于海拔1,200米至3,200米的地区，一般生于山地杂木林中，目前尚未由人工引种栽培。

## 别名
白皮柯、砚山石栎、白栎

## 异名
- Lithocarpus dealbatus (Hook. f. et Thoms.) Rehd. ssp. mannii (King) A. Camus